# Sinitta
Sinitta, nacida Sinitta Renay Malone (Seattle, Washington; 19 de octubre de 1963), es una cantante estadounidense que vivió en el Reino Unido durante la mayor parte de su vida.
Es más conocida como personalidad de televisión y por sus canciones exitosas de la década de 1980, incluyendo «So Macho», «Toy Boy», «Cross My Broken Heart» y «Right Back Where We Started From». En total, tiene catorce sencillos de éxito internacional y tres álbumes. En la televisión, apareció en The X Factor, I'm a Celebrity... Get Me Out of Here! y The Jump.

## Discografía
Álbumes
- 1987: Sinitta!
- 1989: Wicked
- 1995: Naughty Naughty